# Criteis
Criteis fue una ninfa que, según varias tradiciones, sería la madre de Homero, el poeta a quien se atribuyen la Ilíada y la Odisea. Las versiones más conocidas de su historia aparecen en la Vida de Homero del pseudo-Heródoto, y en la Vida de Homero relatada por el seudo-Plutarco. Su nombre puede estar relacionado con κριθή (krithé), que traducido es cebada. 

## La vida de Homerosegún Seudo-Heródoto
El padre de Criteis fue Menapolo, hijo de Itágenes, quien era hijo de Critón. Era originario de Magnesia del Sípilo y uno de los primeros colonos de Cime en Eólida, donde pudo haberse establecido debido a su pobreza. Menapolo se casó luego con la hija de Omiretis, quien dio a luz a Criteis. Tanto Menápolis como su esposa murieron, por lo que Criteis fue puesta al cuidado de Cleanax de Argos, amigo de su padre.
Después de algunos años, Criteis quedó embarazada de un pretendiente desconocido. Para evitar la vergüenza pública, Cleanax la envió con su amigo, Ismenias de Beocia, uno de los colonos de Esmirna. Criteis dio a luz a un hijo a orillas del río Meles, al que llamó Melesígenes, uno de los nombres dado al río. Se decía que Criteis pasaba mucho tiempo junto al río y que allí había dado a luz a Homero, y que por eso se le había llamado Melesígenes. No adoptaría el nombre de Homero hasta cuando perdió la vista en edad adulta, cuando fue insultado por uno de los ancianos de Cumas, que se quejó de la aprobación de sus colegas hacia un "hombre ciego": que es homero, en el dialecto de Cumas.
Criteis permaneció con mujeres Ismenias hasta que pudo mantenerse económicamente por sí misma. La tradición sugiere que vivió en la pobreza hasta que fue contratada como ama de llaves por el maestro Femio, quien enseñaba literatura y música a nivel escolar. A Femio le pagaron con lino, y quedó tan impresionado con la laboriosidad de Criteis y su habilidad para hilar que le propuso matrimonio. Los dos se casaron, y Femio adoptó a Melesígenes (Homero) como su hijo, le enseñó y, con el tiempo, convirtió al niño en su protegido.
En Esmirna, Melesígenes aprendió gramática, lectura, elocuencia, poesía y música de Femio. Melesígenes manifestó inteligencia y fuerza de retentiva. Cuando Melesigenes ya era hombre, Femio murió, dejando al joven como su heredero. Criteis murió poco después de su marido, y su hijo se hizo famoso entre los maestros de escuela de Esmirna, mucho antes de ganar fama como poeta ciego.

## La vida de Homerodel Seudo-Plutarco
Otro relato de Criteis aparece en el relato Vida de Homero que en la antigüedad se atribuyó a Plutarco, probablemente por error, y que ahora se agrupa con otros escritos bajo el título de "Pseudo-Plutarco", aunque varios autores diferentes pueden verse representados por este nombre. La historia de Criteis en este relato se atribuye a Éforo de Cumas, que vivió durante el siglo IV a. C., y cuyo libro de historia universal, aunque ampliamente leída en la antigüedad, desde entonces se ha perdido por completo, con la excepción de algunos fragmentos como el que se conserva en la Vida de Homero.
Según Éforo, tanto Homero como Hesíodo descendían de tres hermanos de Cumas, llamados Apeles, Meón y Dius. Para escapar de sus deudas, Dius viajó a Ascra en Beocia, donde se casó con Picímedes y llegó a ser el padre de Hesíodo. Cuando Apeles murió, nombró a su hermano Meón tutor de su hija, Criteis. Pero Meón desfloró a su sobrina y, para evitar la vergüenza de su acto, la dio en matrimonio a Femio, el maestro de escuela de Esmirna. Tal como se describe en Heródoto, Criteis dio a luz a orillas del Meles y llamó a su hijo Melesigenes; recibió el nombre de Homero cuando perdió la vista en la edad adulta, porque necesitaba la ayuda de guías, o homereuontes en el dialecto jónico. Homero es llamado Meonides por su posible nacimiento de su padre Meón.
El Pseudo-Plutarco atribuye una versión diferente de la historia a Aristóteles. Criteis era una muchacha joven de Íos que concibió un hijo de uno de los dioses locales que danzaban con las Musas. Avergonzada de su situación, se escondió en un lugar llamado Egina, donde fue llevada y esclavizada por piratas de Esmirna que habían llegado a la costa. Se la entregaron a Maeón, rey de los lidios, quien quedó cautivado por su belleza y se casó con ella. Una vez más, el niño nació a orillas del Meles, pero Criteis murió inmediatamente después del parto, dejando a Meón a cargo del cuidado de su hijo pequeño. Esto lo hizo hasta su muerte, poco tiempo después. El joven Melesigenes adquirió el seudónimo de Homero cuando los lidios evacuaron Esmirna en respuesta a la colonización eólica; eligió homerein, o seguir, al pueblo que lo había criado.

## Otras tradiciones
Varias tradiciones relativas a la ascendencia de Homero se relatan en el libro Certamen, o Concurso de Homero y Hesíodo, que en su forma actual data del siglo II a. C., pero que parece estar basado en el relato Mouseion de Alcidamas, escrito en el siglo IV a. C. El Certamen comienza con una versión contada en Esmirna, según la cual Homero era hijo del dios del río Meles y una ninfa, Criteis. Al igual que en otros relatos, su nombre original era Melesigenes, y adquirió el nombre de Homero, del dialecto local que designa al hombre ciego, en vista que perdió la vista en la edad adulta.
El Certamen menciona a varios eruditos que ofrecen opiniones diferentes sobre el padre de Homero, pero en cuanto a su madre, simplemente proporciona los nombres alternativos de Metis, Temisto y Eugnetho, o que ella era Policasta, la hija de Néstor, o la musa Calíope, o una mujer ítaca que había sido esclavizada por los fenicios. Su nombre original es Meles, Melesigenes o Altes. Se dice que el emperador Adriano pidió a Pitia que le contara el origen de Homero, y ésta le respondió que había nacido en Ítaca, hijo de Telémaco y Epicasta, hija de Néstor.
En otra tradición, una variante de la relatada por Éforo, la madre de Homero era hija del dios del río Meles, y su padre Meón, aquí hijo, más que hermano, de Apeles. En este relato, Homero sigue siendo primo de Hesíodo, hijo de Dius, hermano de Apeles, y de Picímede, hija de Apolo. Dius y Apeles eran hijos de Melanopo, recordando al Menapolo que fue el padre de Criteis en la Vida pseudoherodotana de Homero. La línea de Melanopo se rastrea luego a través de varias generaciones hasta Orfeo, Calíope, Apolo y Poseidón.
Luciano se refiere a la incertidumbre acerca de Homero en su Encomio de Demóstenes, y no dice nada acerca de que en algunos relatos era hijo de Meón y en otros del dios-río Meles; su madre Melanope, o quizás una dríade.

## Monedas
La forma escrita Κρηθηϊς (Kretheis), con eta en lugar de iota, es notable porque aparece en las monedas de Cumas. Como Homero fue reivindicado por numerosas ciudades con las que estaba asociado en una u otra tradición, la madre del poeta se convirtió en un símbolo de Cumas. En estas monedas, Criteis se ve representada de pie, vestida con quitón y himation, que sostiene con su mano derecha, mientras que lleva un cetro en su mano izquierda.